# Хунин (регион)
Хунин (исп. Región Junín, кечуа Sunin suyu) — регион в центральной части Перу.
Граничит с регионом Укаяли на северо-востоке, регионами Паско на севере и Куско на востоке, на юге река Мантаро образует естественную границу с регионами Аякучо и Уанкавелика, а на западе он граничит с регионом Лима.
Административный центр региона — город Уанкайо в долине реки Мантаро.

## Географическое положение
В регионе представлены разнообразные ландшафты. На западной границе с регионом Лима вздымаются покрытые вечным снегом вершины. На востоке высокогорные глетчерные долины переходят в плато (альтиплано), покрытые джунглями и пересекаемые реками Тулумайо, Паукартамбо, Перене и Эне. Среди них плато Хунин, расположенное между городами Ла-Оройя и Серро-де-Паско.
В долине реки Мантаро проживает большая часть населения. На востоке, рядом с джунглями, находится множество глубоких, узких каньонов, покрытых лесами.
В центральной южной части региона расположены Кордильеры, где происходит большая часть землетрясений в регионе.
В регионе находится самое крупное озеро Перу — озеро Хунин, чья северная часть относится к региону Паско.
В регионе также находятся вершины Торомочо и Париакака (5768 м).

## Климат
Среднегодовая температура в регионе Хунин 13,1 °C, максимальная 17 °C и  минимальная 0 °C.
Сезон дождей длится с ноября по апрель, в тропических областях с декабря по март.

## История
Равнинная часть региона Хунин была издревле известна как Пампас и до прихода сюда инков была заселена полудиким, воинственным племенем тарума, а долина реки Мантаро — племенем уанка. В 1460 году инки Пачакути покорили эти племена, и территория отошла Империи Инков. Нынешняя столица региона, Уанкайо, была построена на дороге инков.
В колониальную эпоху в регионе появилось много прядильных мастерских, где вручную производились прекрасные ткани — традиция, которая сохранилась и по сей день.
13 сентября 1825 года Симон Боливар издал декрет об образовании региона Хунин в честь его победы в битве при Хунине, в это же время здесь произошло несколько знаменательных для истории Перу событий: в Уанкайо проходила Ассамблея, на которой была принята Конституция 1839 года, а 3 декабря 1854 года маршал Рамон Кастилья подписал указ, отменивший рабство афроперуанцев.

## Административное деление
Регион состоит из 9 провинций, которые подразделяются на 123 округа:
| № | Провинция               | Административный центр  | Число округов | Карта провинции |
| - | ----------------------- | ----------------------- | ------------- | --------------- |
| 1 | Чанчамайо (Chanchamayo) | Ла-Мерсед (La Merced)   | 6             |                 |
| 2 | Чупака (Chupaca)        | Чупака (Chupaca)        | 9             |                 |
| 3 | Консепсьон (Concepción) | Консепсьон (Concepción) | 15            |                 |
| 4 | Уанкайо (Huancayo)      | Уанкайо (Huancayo)      | 28            |                 |
| 5 | Хауха (Jauja)           | Хауха (Jauja)           | 34            |                 |
| 6 | Хунин (Junín)           | Хунин (Junín)           | 4             |                 |
| 7 | Сатипо (Satipo)         | Сатипо (Satipo)         | 9             |                 |
| 8 | Тарма (Tarma)           | Тарма (Tarma)           | 9             |                 |
| 9 | Яули (Yauli)            | Ла-Оройя (La Oroya)     | 10            |                 |

## Экономика и промышленность
Регион известен традиционными народными промыслами: производятся изделия из керамики, делаются прекрасные вышивки на тканях местного производства, ювелирные изделия, популярна резьба по дереву, изготовление плетёной из соломы мебели и ковров.
На территории региона находится крупное медно-молибденовое месторождение «Торомочо», свинцово-цинковые месторождения.
В провинции Чанчамайо выращиваются сорта элитного кофе «Arabica».

## Культура, религия
Монастырь Санта-Роса-де-Окопа, основанный в 1725 году монахами-францисканцами, имеющий достопримечательности: библиотека, хранящая 25 тыс. книг, в том числе экземпляры XV и XVI вв.; музей естественной истории.